# Smedley Butler
Smedley Darlington Butler, född 30 juli 1881, död 21 juni 1940, var en legendarisk Major General (motsvaras i Sverige av generalmajor) i USA:s marinkår, en uttalad kritiker av USA:s militarism och vid tiden tiden för sin död den mest dekorerade marinkårssoldaten i USA:s historia. Han påbörjade sin militärtjänstgöring för marinkåren 1898. Han deltog i militära operationer i Filippinerna, Kina, i Centralamerika och Karibien (Västindien), i Banankrigen och i Frankrike under första världskriget. Han var också en ledande förespråkare för en reform att göra polisväsendet i USA paramilitärt.        
Under sin 33-åriga karriär som marinkårssoldat erhöll han 16 militära utmärkelser, 5 av dessa för hjältemod. Han är en av 19 amerikanska militärer som vid två tillfällen erhållit Medal of Honor, en av tre som erhållit både Marine Corps Brevet Medal och Medal of Honor och den enda marinkårssoldaten som erhållit Brevet Medal och två Medal of Honor, samtliga erhållna för separata militära operationer. 
Den 1 oktober 1931 avslutade han sin militära karriär och tog därefter avstånd från krig och imperialism. Under 1930-talet föreläste han vida omkring i USA och han blev en populär talare vid möten organiserade av krigsveteraner, pacifister och kyrkogrupper. I sin bok War is a Racket (1935) beskriver han det militärindustriella komplexet. 
1934 vittnade han inför en kommitté i den amerikanska kongressen att en grupp rika industrimagnater planerade en militärkupp för att störta Franklin D. Roosevelt. Enligt Butler ville kuppmakarna att han skulle leda en samling beväpnade veteraner från första världskriget i en marsch mot Washington, D.C., för att sedan bli diktator. Butler hade aldrig mött huvudmännen bakom kuppen och alla de individer som han påstod var inblandade nekade till att kuppen existerade. Massmedia förlöjligade Butlers påståenden. Den påstådda kuppen fick namnet "The Business Plot".
En amerikansk militärbas i Japan, i prefekturen Okinawa bär namn efter Smedley D. Butler - Marine Corps Base Camp Smedley D. Butler. Militärbasen kallas Butler Marine Base av den inhemska befolkningen. 